# Érik Morales
Érik Isaac Morales Elvira (Tijuana, Baja California, 1 de septiembre de 1976) más conocido como El Terrible Morales, es un exboxeador profesional y entrenador mexicano. Desde el 1 de septiembre de 2018 se desempeña además como diputado federal.
Érik es el primer peleador mexicano en conseguir campeonatos mundiales en cuatro divisiones: supergallo, pluma, superpluma y superligero.
Fue campeón mundial del CMB y OMB en peso supergallo, CMB en peso pluma, CMB y FIB en peso superpluma y del CMB en peso superligero. Enfrentó a 19 campeones mundiales, de los cuales pudo vencer a 16 de ellos. Logró el estatus de leyenda debido a la trilogía de combates con el campeón en tres divisiones Marco Antonio Barrera y con el campeón en ocho divisiones Manny Pacquiao. 
Morales fue uno de los boxeadores más emocionantes de su era y enfrentó a todos en su división de peso y cerca de ella. Su trilogía con Marco Antonio Barrera es considerada una de las mejores en la historia del boxeo, y las tres contiendas fueron candidatas a pelea del año. Tuvo victorias notables sobre Barrera, Pacquiao, Jesús Chávez, Carlos Hernández, Junior Jones, Wayne McCullough, Daniel Zaragoza, Kevin Kelley y Guty Espadas. Tiene victorias sobre dos boxeadores que ya están en el Salón de la Fama del Boxeo - Barrera y Zaragoza - y una sobre Pacquiao que probablemente ingresará.
En los años 2000 y 2004 fue reconocido por protagonizar la mejor pelea del año, las dos al lado de su acérrimo rival, Marco Antonio Barrera.
ESPN lo consideró el número 49 de la lista Los 50 Mejores Boxeadores de la Historia. En 2016 ESPN lo ubicó en el número 18 de la lista  Los Mejores Boxeadores Libra Por Libra de los Últimos 25 Años. El 10 de junio del 2018 Érik Morales fue exaltado al Salón de la Fama del Boxeo Internacional en Canastota, Nueva York.

## Carrera amateur
Érik Morales nació en la Zona Norte, Tijuana, México. Bajo la tutela de su padre José Morales quien también fue boxeador, Erik inició en el boxeo a la edad de 5 años. Antes de debutar como profesional logró un récord amateur de 114 peleas, con 108 victorias y 6 derrotas.

## Carrera profesional
Morales debutó como profesional a la edad de 16 años derrotando por nocaut a José Orejel en dos asaltos. En 1995 consiguió su primer título, el Campeonato Nacional de peso Supergallo, ante el capitalino Enrique Júpiter noqueándolo en 6 episodios.

### Supergallo
Entre 1993 y 1997, ascendió rápidamente en las clasificaciones de peso Supergallo, ganando 26 combates y 20 de ellos antes del límite; incluyendo victorias sobre los excampeones mundiales Héctor Acero Sánchez, y el veterano Kenny Mitchell. Durante este periodo firmó un contrato con el promotor Bob Arum

#### Morales vs Zaragoza
El 6 de septiembre de 1997 en el Country Coliseum de El Paso Texas, Érik Morales tuvo su primera oportunidad por un título absoluto frente al veterano Daniel Zaragoza. Aunque Zaragoza tenía 39 años de edad, había defendido de manera exitosa su cinturón desde 1995.
A pesar de su edad, Zaragoza no rehuyó los duros intercambios ante un prometedor Morales de 21, sin embargo Érik Morales lo derrotó por la vía rápida en el asalto 11 y así, a la corta edad de 21 años obtuvo su primer título mundial, el de peso Supergallo del CMB. En sus siguientes tres defensas Érik logró triunfos de forma holgada.

#### Morales vs Jones
El 12 de septiembre de 1998 en la Plaza de Toros de Tijuana, Érik enfrentó al doble campeón mundial Junior Jones. Jones había acomulado un récord de 35 victorias y 0 derrotas contra peleadores mexicanos, también había derrotado en dos ocasiones a Marco Antonio Barrera por el cinturón Supergallo de la OMB. Esta pelea parecía ser el reto más difícil en la carrera de Érik. El combate fue parejo durante los primeros episodios, aunque en el cuarto asalto Morales sacudió la cabeza de Jones con dos fuertes derechas consecutivas que lo mandaron a la lona. Jones se levantó, pero Morales no le permitió recuperarse y continuó asestando fuertes derechas a la humanidad de Jones, por lo que el referí detuvo la pelea. La contundente victoria frente a Jones afianzó más la carrera de Érik, grandes peleas se avecinaban para él. 

En 1999 Érik Morales continuó de manera exitosa las defensas de su título: el 13 de febrero en el Thomas & Mack Center en Las Vegas Nevada, vence a Ángel Chacón por nocaut en 2 asaltos; el 8 de mayo en el Hilton Hotel de Las Vegas derrota a Juan Carlos Ramírez en 9 asaltos; el 31 de julio en la Plaza de Toros de Tijuana derrotó por nocaut técnico al filipino Reynante Jamili; y el 31 de octubre en el Joe Louis Arena en Detroit Míchigan, realizó su octava defensa derrotando por decisión unánime al excampeón mundial irlandés Wayne McCullough. 

Con 23 años cumplidos, Érik Morales era considerado el mejor boxeador en la división de las 122 libras, por eso se programó para febrero del 2000 una función que se volvería una rivalidad clásica en la historia del boxeo, el combate contra el campeón Supergallo de la OMB: Marco Antonio Barrera.

#### Morales vs Barrera 1
A mediados de la década de 1990, Erik Morales derrotó a cuanto rival se le cruzó en el camino de la división supergallo. Marco Antonio Barrera también era un competidor de primera clase en la división supergallo. La animosidad personal entre estos dos púgiles se avivó por la declaración de que el ganador sería la siguiente "superestrella del boxeo mexicano". En las casas de apuestas, Morales, invicto, era favorito 3-1 sobre Barrera. En el pesaje, ambos púgiles estaban por debajo del límite de las 122 libras. Barrera llegó con 121.5 libras mientras que Morales pesó 121.
El 19 de febrero del 2000 en el Mandalay Bay de Las Vegas, Nevada, Érik Morales derrotó a Marco Barrera por decisión dividida. Desde que comenzó el combate, Morales y Barrera captaron la atención de los fanáticos. Los primeros intercambios fueron frenéticos y así continuaron durante todo el combate. Para el quinto round, reconocido después como el mejor del año, ni Érik ni Marco estaban dispuestos a dar un paso atrás. Los cañonazos estaban a pedir de boca y nadie pensó en rendirse. Conforme avanzó el pleito, Marco continuó atacando al cuerpo mientras que Érik conectó sólido al rostro. El control no fue de nadie, pero tuvieron sus chispazos, mismos que fueron respondidos con la misma metralla. En el último round, ya con los dos mostrando las marcas de la batalla en el rostro, salieron a darlo todo. Una polémica caída de Morales pareció ponerle aún más dramatismo a los 36 minutos de combate, y dejaron la decisión a los jueces. El resultado favoreció a Érik Morales por tarjetas de 113-114, 114-113 y 115-112.
La revista The Ring calificó la pelea como la "Pelea del Año" en el 2000, mientras que el quinto asalto fue nombrado el "Round del Año".

### Pluma

#### Morales vs Espadas Jr
En 2001 arrebató al yucateco Gustavo “Guty” Espadas el cinturón Pluma por decisión.

#### Morales vs Barrera 2
Es ante Marco Antonio Barrera y nuevamente en Las Vegas, Nevada cuando Morales pierde el invicto, en una pelea que tuvo que irse a la decisión de los jueces el 22 de julio de 2002.

### Superpluma
El 16 de noviembre de 2002 reconquistó la corona pluma del CMB por puntos ante Paulie Ayala, hace dos defensas exitosas, el 28 de febrero de 2004 gana su tercer cinturón mundial, el superpluma CMB ante su compatriota Jesús "El Matador" Chávez por puntos, unifica la corona del CMB y de la FIB superpluma ganándole a Carlos Hernández el 31 de julio de 2004.

#### Morales vs Barrera 3
El 27 de noviembre de 2004 en el MGM Grand de Las Vegas Nevada, Érik Morales expuso su título Superpluma del CMB ante su eterno rival Marco Antonio Barrera. Fue un combate emocionante y un gran final para la trilogía Morales-Barrera que había iniciado 4 años atrás y que impulsó a ambos a las más altas esferas del boxeo mundial. 

La noche de la contienda Morales tuvo un peso no oficial de 143 libras en tanto que Barrera marcó 132 libras, Morales apostó por el poder en sus puños mientras que Barrera por la velocidad y movilidad, un claro indicador de lo que cada uno había planificado. Los primeros 5 asaltos fueron cerrados, con dominio alterno de la contienda, Morales conectó fuertes uppercuts y rectos a la cabeza y al cuerpo de su rival, mientras que Barrera atizó con veloces combinaciones el rostro de Morales quien no logró quitárselas toda la noche. El round 6 Barrera lució más efectivo usando combinaciones muy rápidas que se estrellaron en Morales, quien a su vez no encontraba los espacios para castigar a Barrera de forma clara. El round 7 y 8 Morales lució mejor pues conectó a Barrera con fuertes rectos al rostro que lo hicieron retroceder. En los asaltos finales ambos se conectaron fuertes golpes. El combate finalizó con puntuaciones de 114-114, 113-115 y 114-115 a favor de Marco Antonio Barrera, de esta forma Érik Morales perdía el cinturón Superpluma del CMB.

#### Morales vs Pacquiao 1
Su siguiente pelea fue el 19 de marzo de 2005 en el MGM Grand de Las Vegas, Nevada. Érik Morales llegaba a la contienda con el objetivo de frenar a la ascendente estrella del boxeo mundial, el filipino Manny Pacquiao, quien le había propinado un nocaut técnico a Marco Antonio Barrera en el 2003 y que también había puesto al borde del nocaut a otra futura leyenda mexicana, Juan Manuel Márquez. A pesar de que la carrera de Morales parecía ir en descenso luego de su segunda derrota contra Marco Antonio Barrera, eso no impidió que "El Terrible" brindara la que probablemente su mejor exhibición de boxeo arriba del ensogado: Morales exhibió su potencia, técnica, resistencia y valor, la demostración brillante de un boxeador en la cima de sus capacidades.
El round 1 no fue de estudio, Pacquiao se mostró sumamente agresivo con golpes potentes a las zonas blandas y veloces ráfagas al rostro de Morales quien logró esquivarlas, sin embargo Morales no rehuyó al intercambio y se fajó, haciendo retroceder por momentos al peligroso filipino. El round 2 Morales comenzó a tomar el control de las acciones, pues encontró la distancia adecuada para penetrar la guardia del "Pac-man" y Pacquiao no podía imponer su estilo de boxeo, pues cada vez que realizaba una serie de golpes, Morales los contestaba con mejor colocación. Los siguientes asaltos, Morales tuvo un claro dominio de la pelea, pues mantuvo perfectamente a controlado al filipino, gracias a sus desplazamientos y a sus certeros rectos de derecha e izquierda, pero tampoco renunció al combate en corto donde también anuló a Pacquiao con combinaciones de golpes potentes al rostro, que por instantes parecían doblegar al filipino. Para round 6 el rostro de Pacquiao estaba cubierto de sangre debido a una cortada en la ceja, además estaba siendo claramente superado por la precisión y potencia en los envíos de Morales, quien a su vez resistió la fuerte pegada del filipino. El asalto 9 fue espectacular, Pacquiao a pesar de estar muy lacerado de rostro, atacó con velocidad y lanzó gran cantidad de golpes que hicieron retroceder a Morales, aunque pocos los conectaban de lleno, en tanto que "El terrible" atacó con uppercuts y rectos que sin variar chocaban contra el rostro de Pacquiao, cuya guardia era inoperante. El round 12 ambos se fajaron de forma impresionante, "El terrible" a pesar de tener ventaja en las tarjetas se metió en el terreno de su rival, dándose el lujo incluso de cambiar su guardia para intercambiar golpes limpiamente con el peligroso "Pac-man", quien aun así no lo pudo derribar; aquella noche Morales brindó una lección de boxeo.

Al finalizar los 12 asaltos "El terrible" obtuvo una holgada victoria por decisión unánime frente a Pacquiao; pasarían 7 años para que otro boxeador pudiera derrotar a Pacquiao. De esta manera Érik obtuvo el cinturón vacante internacional del CMB en peso Superpluma.

### Ligero

#### Morales vs Raheem
El 10 de septiembre de 2005 en el Staples Center de Los Ángeles California, Érik Morales volvió al cuadrilátero para enfrentar a Zahir Raheem por el título internacional de peso Ligero del CMB. Luego de su victoria contra un rival de élite como Pacquiao, Morales partía como claro favorito para vencer a un púgil poco espectacular como Raheem, sin embargo la contienda tuvo un desarrollo muy distinto al que los analistas de boxeo pronosticaban. Durante la contienda, Raheem asumió el papel defensivo, se movió constantemente en el ring y aprovechó cada centímetro para contragolpear y conectar veloces golpes. "El Terrible", a pesar de presionar a su rival los doce asaltos, no logró ejercer un dominio claro de las acciones, ni poner en malas condiciones al escurridizo Raheem. Al término de los 12 episodios, las tarjetas de los jueces marcaron una clara decisión unánime a favor de Zahir Raheem. El resultado de la pelea fue uno de los más inesperados del año.

### Regreso a Superpluma

#### Morales vs Pacquiao 2
El 21 de enero de 2006 en el Thomas & Mack Center de Las Vegas, Nevada, Morales volvió al cuadrilátero. Luego de la inesperada derrota ante Raheem, Morales decide volver a peso Superpluma para enfrentar nuevamente a Manny Pacquiao en pelea de revancha. El desarrollo de la contienda tuvo claras diferencia con el primer enfrentamiento, Pacquiao había ganado masa muscular para la pelea y además se acordó usar guantes de la marca Cleto Reyes, que son preferidos por los boxeadores de potente pegada. Los primeros 5 asaltos fueron muy parecidos a la primera pelea, con Morales manteniendo de manera inteligente la distancia con el jab, y aunque por lapsos Pacquiao utilizaba su velocidad para conectar golpes sólidos, la respuesta de Morales era inmediata y sumamente efectiva, tanto así que logró ejercer un dominio abrumador sobre el filipino. Todo parecía indicar que Morales tendría otra clara victoria. Sin embargo las cosas cambiaron de manera drástica en el 6° asalto, ambos peleadores se fajaron de manera impresionante, pero Pacquiao conectó duras combinaciones al rostro de Érik, quien resistió el castigo pero no logró conectar a Pacquiao con la misma potencia. En los siguientes asaltos continuó el intercambio, tanto así, que hasta el noveno asalto ambos habían conectado la misma cantidad de golpes que en toda la pelea anterior; sin embargo a medida que la pelea transcurría, el desgaste físico de "El Terrible" era alarmante, mientras que Manny Pacquiao comenzaba a imponer su ritmo y estilo de boxeo, duros intercambios en corto y potentes ráfagas de golpes que la defensa de Morales no podía detener. Los asaltos pasaban y Morales no lograba revertir el dominio de Pacquiao. Para el final de round 9° Érik Morales ya estaba sumamente exhausto. Finalmente poco antes de terminar el round 10°, Morales esquiva una combinación del filipino, pero queda mal parado, con la cabeza muy abajo, Pacquiao aprovecha y conecta a Morales con un fuerte cruzado de izquierda, Érik retrocede, pierde el equilibrio y cae a la lona por primera vez en su carrera. A pesar de estar mareado, lastimado y cansado, Morales se levanta antes de la cuenta de protección, sólo para que Pacquiao arremeta sobre él con todas fuerzas, obligando a referí detener la pelea. De esta forma Morales pierde por nocaut técnico en 10 asaltos.

#### Morales vs Pacquiao 3
El 18 de noviembre de 2006, en el Thomas & Mack Center de Las Vegas, protagonizó el último capítulo de la trilogía de combates contra Manny Pacquiao. La pelea fue pactada en 129 libras, una libra abajo del límite de la división Superpluma. El equipo de Manny Pacquiao exigió el peso pactado de 129 libras para que la pelea se llevara a cabo. Morales aceptó y sometió a su cuerpo a la dura prueba de la deshidratación para poder marcar el límite acordado, y aunque finalmente pudo bajar hasta 129 libras, el mundo del boxeo se preguntaba como respondería el cuerpo de "El terrible". Los especialistas esperaban un combate sumamente competitivo, nadie habría imaginado el desenlace de la contienda. 

En la ceremonia de pesaje ambos marcaron las 129 libras. El día del combate Morales subió al cuadrilátero pesando 139 libras, mientras que Pacquiao se rehidrato hasta las 144 libras, por primera vez en sus enfrentamientos Pacquiao llevaba ventaja en el peso, había aumentado su pegada y su velocidad no había disminuido. La balanza se inclinaba hacia un lado.

El primer asalto fue parejo, Morales con golpes de izquierda atacó continuamente el rostro de su adversario, pero Pacquiao mostraba su característica velocidad y hacía su combinación de dos golpes rectos para vulnerar la guardia de Morales. El segundo asalto la ofensiva de Morales dio resultado pues hizo retroceder a Pacquiao, pero los ataques del filipino también fueron muy efectivos y llegaron constantemente al rostro del tijuanense, hasta que en un intercambio, Pacquiao sorprendió a Morales con un golpe recto de izquierda e inmediatamente se movió hacia las sogas, Morales fue tras él y lo atacó con vehemencia, Pacquiao recibió los primeros envíos pero esquivó el resto, mientras que con un golpe curvo de izquierda, conectó de lleno en la sien a Morales, quien quedó detenido por las cuerdas pero tocó la lona. El final del round siguió con el ritmo trepidante y los dos atizando fuerte. En el round 3 Morales nuevamente buscó boxear a distancia, pero Pacquiao entraba y salía con mucha velocidad; tanto así que Morales cayó a la lona nuevamente por una poderosa combinación de dos rectos de Pacquiao. Aún debilitado Morales fue al intercambio y logró conectar al filipino, sin embargo Pacquiao hizo nuevamente la misma combinación de rectos y volvió a derribarlo. Esta vez Morales decidió esperar a que pasara la cuenta de protección, perdiendo por nocaut en el minuto 2:57 del tercer asalto.

### Regreso a Ligero

#### Morales vs Díaz
El 4 de agosto de 2007 en el Allstate Arena de Chicago Illinois, se enfrentó a David Díaz por el campeonato mundial de peso Ligero del CMB, buscando 4 títulos en distinta división y un gran final a su carrera deportiva. La pelea tuvo un tinte de controversia. El episodio 1, "El Terrible" envió a la lona a Díaz con un potente cruzado de derecha, sin embargo dos de los tres jueces solo anotaron el round 10-9, a pesar de que Díaz no había dominado el asalto. En el transcurso de la pelea Morales boxeo moviéndose sobre el cuadrilátero y realizando combinaciones fuertes que se estrellaban constantemente en el rostro de Díaz, quien a su vez usaba su corpulencia para empujar a Morales contra las cuerdas y golpearlo al cuerpo. El referí fue muy permisivo al no advertir a Díaz, quien constantemente usaba golpes a la nuca. Las puntuaciones finales fueron 114–113, 115–113 y 115–112; todas en favor del local David Díaz. Aunque la mayor parte de la pelea Érik Morales dominó e hizo combinaciones más efectivas, los jueces solo vieron el boxeo limitado y tozudo de Díaz. 
Luego de la pelea Morales anunció su retiro del boxeo profesional, dejando tras de sí una brillante carrera y una estela de difícil de igualar.

### Regreso al Boxeo

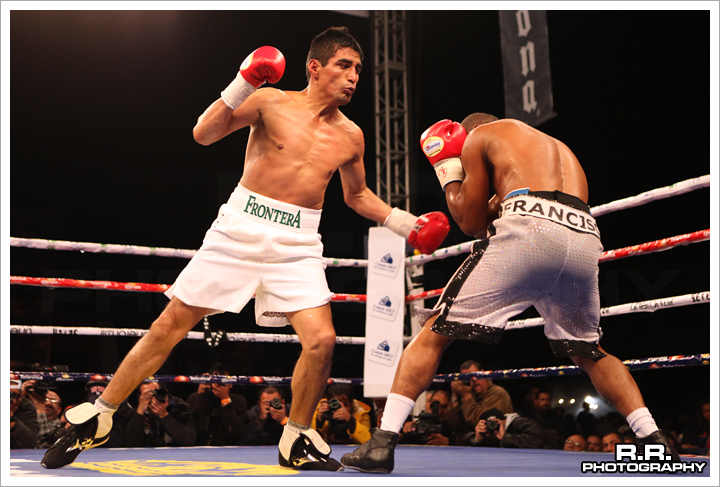
"El Terrible" Morales durante su pelea contra José Alfaro, realizada en 2010.

#### Morales vs Alfaro
El 27 de marzo de 2010, Morales regresó al boxeo profesional después de poco más de 2 años de ausencia, peleando contra el excampeón mundial de peso Ligero José Alfaro de Nicaragua. La pelea se llevó a cabo en la ciudad de Monterrey, con un triunfo por decisión unánime sobre José Alfaro, para coronarse con el cinturón internacional Wélter del Consejo Mundial de Boxeo.

### Superligero

#### Morales vs Maidana
El 10 de abril de 2011, en el Hotel MGM, en Las Vegas, Estados Unidos, Érik Morales se enfrentó a Marcos René Maidana por el título mundial interino Superligero de la AMB. Inicialmente los pronósticos apuntaban a una victoria contundente por KO del duro pegador Maidana. En el primer round Maidana salió a buscar un rápido nocaut, empujando a Morales contra las sogas y golpeando al cuerpo, así conectó un fuerte uppercut que inflamó seriamente el ojo derecho de Érik, sin embargo Morales absorbió el castigo y comenzó a boxear a su rival. Luego del tercer asalto, y aun con la visibilidad dañada "El Terrible" comenzó a dominar la pelea y dio algunos destellos de su gran nivel boxístico; usaba continuamente el jab, y con la guardia bien ceñida lanzaba combinaciones limpias y potentes directamente al rostro de Maidana, quien por momentos retrocedía hacia las cuerdas con piernas temblorosas y abrazaba para poder mantenerse de pie. A pesar de conectar mejores golpes, luego del asalto 11, Morales claramente más agotado bajo su ritmo de pelea dándole la iniciativa a Maidana, quien estuvo más activo los últimos asaltos. En la decisión final un juez anotó 114-114, y los otros dos jueces 116-112 en favor de Maidana. Después de la contienda Morales buscó la revancha inmediata, pero Maidana rechazó la oferta y prefirió hacer una pelea en su país. A pesar de la derrota Érik Morales demostró que aunque su condición física no era la misma, era capaz de obtener otro título mundial.

#### Morales vs Cano
Volvió al cuadrilátero el 17 de septiembre de 2011 en Las Vegas para enfrentar Pablo César Cano. Esta pelea era una nueva oportunidad para lograr un nuevo título mundial, ahora en Superligero. Durante la pelea Morales, mucho más experimentado, controló el ritmo de pelea y lastimó severamente el rostro del Cano con combinaciones potentes y certeras. Pablo Cano por su parte no logró presionar los suficiente a Morales como para ponerlo en peligro. Finalmente la pelea fue detenida en el décimo asalto cuando Cano con un pómulo sumamente lácerado y un corte profundo en la ceja no pudo continuar. De esta forma Érik se convirtió en el primer mexicano en lograr cuatro títulos mundiales en distintas divisiones de peso, todos sus cinturones fueron absolutos y avalados por el CMB.

#### Morales vs García 1
El 24 de marzo de 2012, en el Reliant Arena de Houston, Texas; Érik Morales enfrentó al joven estadounidense de origen puertorriqueño Danny García. Morales perdió el título mundial en la báscula al exceder en 2 libras el límite de la división, de esta forma el título solo estaba en juego para García. Finalmente luego de una pelea pareja, "El Terrible" fue derrotado por decisión unánime en 12 asaltos. Danny García 12 años más joven, superó algunos sobresaltos y gracias a su velocidad y determinación logró arrebatarle el campeonato.

#### Morales vs García 2
El 20 de octubre de 2012 en el Barclays Center de New York, Morales se midió nuevamente a Danny García. El inicio de la pelea fue parecido a la primera contienda, ambos en el centro del cuadrilátero buscando espacios para meter sus combinaciones. Algunos buenos golpes de Érik aterrizaron en García, pero inmediatamente hubo respuesta casi al final del tercer asalto García logró conectar limpiamente un potente golpe ascendente al rostro de Morales quién trastabilló y retrocedió hacia las cuerdas, pero García no lo pudo derribar en ese asalto. Morales regresó a su esquina lastimado. Para el cuarto episodio, Morales decidió fajarse con García, quien para ese momento era muy rápido para Morales. A pesar de tener ímpetu, Érik ya no tenía el físico necesario para revertir el resultado, y en un intercambio, recibió un gancho de izquierda al rostro que lo arrojó a las cuerdas, por lo que el referí intervino de inmediato decretando el final de la contienda. Al final de la pelea Morales agradeció al público por el apoyo recibido a lo largo de su trayectoria; también declaró que esa había sido su última pelea en los Estados Unidos y que solamente regresaría al cuadrilátero en su pelea de despedida en su natal Tijuana, Baja California. 
En junio de 2014 hizo oficial su retiro del boxeo profesional.

## Carrera en Retrospectiva
A lo largo de su carrera, Érik Morales logró ganar títulos mundiales en 4 divisiones distintas de peso; pertenece a la lista de boxeadores que han logrado coronarse en 4 o más divisiones, entre los que se encuentran Roberto Durán, Sugar Ray Leonard, Óscar de la Hoya, Saul Canelo Alvarez, Manny Pacquiao, entre otros. Derrotó a 15 distintos campeones mundiales, incluyendo a los futuros miembros del Salón Internacional de la Fama del Boxeo: Marco Antonio Barrera y Manny Pacquiao. El ranking de los mejores boxeadores "libra por libra" publicado por la revista The Ring, lo clasificó 8.º en 1999, 9.º en 2000, 10.º en 2001, 7.º en 2002, 8.º en 2003, 8.º en 2004 y 6.º en 2005. Logró su primer campeonato mundial a los 21 años, boxeó en 5 distintas divisiones de peso, desde 122 libras hasta 140 libras; protagonizó "El Combate del Año" en el 2000 y 2004, tuvo una trilogía memorable en contra de Marco Antonio Barrera, en especial el primer combate, que es considerado por analistas como una de las mejores 10 peleas en la historia del boxeo; además fue el primer mexicano en fajarse y derrotar al astro filipino Manny Pacquiao.

## Estilo
Érik Morales es considerado uno de los máximos exponentes mexicanos en la historia del boxeo, su trayectoria y nivel pugilístico es comparable al de otras figuras mexicanas que también se encuentran en el Salón de la Fama del Boxeo como José Ángel Mantequilla Nápoles, Rubén Olivares, Salvador Sánchez, Carlos Zárate, Miguel Canto, Vicente Saldivar, Humberto Chiquita González,  Julio César Chávez, Ricardo Finito López, Juan Manuel Márquez, Marco Antonio Barrera entre otros.
Dotado de una elegante técnica, poder en los puños, reflejos, una guardia bien estructurada, movimientos de cintura, y sobre todo valor. Su boxeo consistía en un ataque inteligente y contundente: dueño de una respetable pegada, no sólo se valía de ésta, también de la velocidad y sobre todo la precisión de sus golpes para sorprender al rival con combinaciones de 4 a 5 envíos consecutivos. Utilizaba un gran repertorio de golpes, sobre todo rectos y uppercuts, ejecutados en veloces combinaciones en corta y larga distancia. También hay que remarcar que su estado físico le permitía mantener un ritmo de pelea incesante, fajándose los 12 asaltos en algunas de sus contiendas. Sus características defensivas fueron sobresalientes, una guardia siempre bien ceñida, un movimiento de cintura constante acompañado de desplazamientos elegantes y precisos sobre el cuadrilátero, para atacar a su rival por distintos ángulos, esquivar los ataques y contraatacar rápidamente. A pesar de tener grandes cualidades técnicas, Érik Morales siempre fue reconocido por ser un boxeador emocionante y agresivo, se brindaba totalmente a su público arriba del ensogado, rechazaba sólo ganar vía puntos, Morales prefería ofrecer inolvidables batallas a los espectadores. Podía entrar al intercambio de golpes en corto o también se podía parar en el centro del cuadrilátero para usar la distancia y con velocidad penetraba la defensa del rival con largas combinaciones de sólidos golpes rectos.

## Récord profesional
| 52 Ganadas (36 KOs), 9 Derrotas |                       |      |             |            |                                                                 |                                                                                            |
| Res.                            | Oponente              | Tipo | Rd., Tiempo | Fecha      | Localidad                                                       | Notas                                                                                      |
| D                               | Danny García          | KO   | 4(12)       | 2012-10-20 | Barclays Center, Brooklyn, Nueva York, Estados Unidos           | Por los Títulos Mundiales del WBC, de la WBA y de The Ring.                                |
| D                               | Danny García          | UD   | 12(12)      | 2012-03-24 | Reliant Arena, Houston, Texas, Estados Unidos                   | Pierde el Título Mundial Superligero del WBC por superar en 2 lb el límite de la división. |
| G                               | Pablo César Cano      | KO   | 10(12)      | 2011-09-17 | MGM Grand, Las vegas, Nevada, Estados Unidos                    | Título Mundial Superligero del WBC                                                         |
| D                               | Marcos Maidana        | DM   | 12(12)      | 2011-04-09 | MGM, Las vegas, Nevada, Estados Unidos                          | Título Mundial Superligero de la WBA                                                       |
| G                               | Francisco Lorenzo     | UD   | 12(12)      | 2010-12-18 | Estadio Caliente, Tijuana, Baja California, México              | Título Mundial Plata Superligero del WBC                                                   |
| G                               | Willie Limond         | KO   | 6(12)       | 2010-09-11 | Arena México, Ciudad de México, México                          | Título Mundial Plata Superligero del WBC                                                   |
| G                               | José Alfaro           | UD   | 12(12)      | 2010-03-27 | La Explanada Del Palacio Municipal, Monterrey, México           | Título Internacional Wélter del WBC                                                        |
| D                               | David Díaz            | UD   | 12(12)      | 2007-08-04 | Allstate Arena, Rosemont, Illinois, Estados Unidos              | Título Mundial Ligero del WBC                                                              |
| D                               | Manny Pacquiao        | KO   | 3(12)       | 2006-11-18 | Thomas & Mack Center, Las Vegas, Nevada, Estados Unidos         | Título Internacional Superpluma del WBC                                                    |
| D                               | Manny Pacquiao        | TKO  | 10(12)      | 2006-01-21 | Thomas & Mack Center, Las Vegas, Nevada, Estados Unidos         | Título Internacional Superpluma del WBC                                                    |
| D                               | Zahir Raheem          | UD   | 12(12)      | 2005-09-10 | Staples Center, Los Ángeles, California, Estados Unidos         | Título vacante Internacional Ligero del WBC                                                |
| G                               | Manny Pacquiao        | UD   | 12(12)      | 2005-03-19 | MGM Grand, Las Vegas, Nevada, Estados Unidos                    | Título Internacional Superpluma del WBC. Título vacante Superpluma del IBA.                |
| D                               | Marco Antonio Barrera | MD   | 12(12)      | 2004-11-27 | MGM Grand, Las Vegas, Nevada, Estados Unidos                    | Título Mundial Superpluma del WBC                                                          |
| G                               | Carlos Hernández      | UD   | 12(12)      | 2004-07-31 | MGM Grand, Las Vegas, Nevada, Estados Unidos                    | Título Mundial Superpluma del WBC. Título Mundial Superpluma del FIB                       |
| G                               | Jesús Chávez          | UD   | 12(12)      | 2004-02-28 | MGM Grand, Las Vegas, Nevada, Estados Unidos                    | Título Mundial Superpluma del WBC                                                          |
| G                               | Guty Espadas Jr.      | KO   | 3(12)       | 2003-10-04 | Staples Center, Los Ángeles, California, Estados Unidos         | Eliminatoria Título Mundial Superpluma del WBC                                             |
| G                               | Fernando Velardez     | TKO  | 5(12)       | 2003-07-31 | Mandalay Bay Resort & Casino, Las Vegas, Nevada, Estados Unidos | Título Mundial Pluma del WBC                                                               |
| G                               | Eddie Croft           | TKO  | 3(12)       | 2003-2-22  | Plaza México, México City, Distrito Federal, México             | Título Mundial Pluma del WBC                                                               |
| G                               | Paulie Ayala          | UD   | 12(12)      | 2002-11-16 | Mandalay Bay Resort & Casino, Las Vegas, Nevada, Estados Unidos | Título Mundial Pluma del WBC                                                               |
| D                               | Marco Antonio Barrera | MD   | 12(12)      | 2002-06-22 | MGM Grand, Las Vegas, Nevada, Estados Unidos                    | Título Mundial Pluma del WBC                                                               |
| G                               | In-Jin Chi            | UD   | 12(12)      | 2001-07-31 | Staples Center, Los Ángeles, California, Estados Unidos         | Título Mundial Pluma del WBC                                                               |
| G                               | Guty Espadas Jr.      | UD   | 12(12)      | 2001-02-17 | MGM Grand, Las Vegas, Nevada, Estados Unidos                    | Título Mundial Pluma del WBC                                                               |
| G                               | Rodney Jones          | KO   | 1(10)       | 2000-12-09 | Auditorio Municipal, Tijuana, Baja California, México           |                                                                                            |
| G                               | Kevin Kelley          | TKO  | 7(10)       | 2000-09-02 | Don Haskins Convention Center, El Paso, Texas, Estados Unidos   | Título Mundial Pluma del WBC                                                               |
| G                               | Mike Juárez           | KO   | 3(10)       | 2000-06-17 | Staples Center, Los Ángeles, California, Estados Unidos         |                                                                                            |
| G                               | Marco Antonio Barrera | SD   | 12(12)      | 2000-02-19 | Mandalay Bay Resort & Casino, Las Vegas, Nevada, Estados Unidos | Título Mundial Supergallo del WBC. Título Mundial Supergallo de la WBO.                    |
| G                               | Wayne McCullough      | UD   | 12(12)      | 1999-10-22 | Joe Louis Arena, Detroit, Míchigan, Estados Unidos              | Título Mundial Supergallo del WBC                                                          |
| G                               | Reynante Jamili       | TKO  | 6(12)       | 1999-07-31 | Plaza de Toros, Tijuana, Baja California, México                | Título Mundial Supergallo del WBC                                                          |
| G                               | Juan Carlos Ramírez   | TKO  | 9(12)       | 1999-05-08 | Hilton Hotel, Las Vegas, Nevada, Estados Unidos                 | Título Mundial Supergallo del WBC                                                          |
| G                               | Ángel Chacon          | KO   | 2(12)       | 1999-02-13 | Thomas & Mack Center, Las Vegas, Nevada, Estados Unidos         | Título Mundial Supergallo del WBC                                                          |
| G                               | Junior Jones          | UD   | 4(12)       | 1998-09-12 | Plaza de Toros, Tijuana, Baja California, México                | Título Mundial Supergallo del WBC                                                          |
| G                               | José Luis Bueno       | KO   | 2(12)       | 1998-05-16 | Plaza de Toros, Tijuana, Baja California, México                | Título Mundial Supergallo del WBC                                                          |
| G                               | Remigio Daniel Molina | TKO  | 6(12)       | 1998-04-03 | Tijuana, Baja California, México                                | Título Mundial Supergallo del WBC                                                          |
| G                               | John Lowey            | TKO  | 7(12)       | 1997-12-12 | Auditorio Municipal, Tijuana, Baja California, México           | Título Mundial Supergallo del WBC                                                          |
| G                               | Daniel Zaragoza       | KO   | 11(12)      | 1997-09-06 | County Coliseum, El Paso, Texas, Estados Unidos                 | Título Mundial Supergallo del WBC                                                          |

## Títulos Mundiales
- Campeón mundial de peso supergallo del CMB
- Campeón mundial de peso supergallo de la OMB
- Campeón mundial de peso pluma del CMB
- Campeón mundial de peso pluma del CMB 2 vez
- Campeón mundial de peso superpluma del CMB
- Campeón mundial de peso superpluma de la FIB
- Campeón mundial de peso superligero del CMB

Títulos Internacionales
- Campeón Nacional de México peso supergallo
- Campeón mundo hispano peso supergallo del CMB
- Campeón de peso supergallo de la NABF
- Campeón de peso superpluma del IBA
- Campeón internacional de peso superpluma del CMB
- Campeón internacional de peso wélter del CMB
- Campeón mundial plata peso superligero del CMB

## Candidato a la Diputación Federal por el Distrito 7 de Baja California
En el 2018 contendió por la Diputación Federal del Distrito 7 de Baja California por la coalición "Juntos Haremos Historia" conformado por los partidos Movimiento Regeneración Nacional (MORENA), Partido Encuentro Social (PES) y Partido del Trabajo (PT) en las Elecciones federales de México de 2018.
Después de la jornada electoral (1 de julio de 2018), se mostraron los resultados preliminares que resultó ganador por una ventaja de casi 36 puntos del rival más cercano.

## Titular del Instituto del Deporte y Cultura Física de Baja California
El 13 de marzo tomó protesta como titular del INDE BC. Propuesta que le concedió la gobernadora de Baja California, Marina del Pilar Ávila Olmeda. Durante su gestión, se abrió la preparatoria en el CAR y se le dio el seguimiento a los deportistas estatales. También se creó la dirección de deporte adaptado, como también, el Fondo para el Deporte de Alto Rendimiento. Después de 8 meses de trabajo, decidió renunciar al instituto para buscar la presidencia municipal de Tijuana.